# Robert Hass
Robert L. Hass (São Francisco, 1º de março de 1941) é um poeta norte-americano. De 1995 a 1997, foi poeta laureado dos Estados Unidos. Em 2008, venceu o Prêmio Pulitzer de Poesia pela obra Time and Materials: Poems 1997–2005.